# روبرت توماس جونز
روبرت توماس جونز (بالإنجليزية: Robert Thomas Jones)‏ هو مهندس فضاء جوي ومهندس أمريكي، ولد في 28 مايو 1910 في مقاطعة ماكون في الولايات المتحدة، وتوفي في 11 أغسطس 1999 في كاليفورنيا في الولايات المتحدة.